# Janvier 1905

## Événements
- Canada : les Nuggets de Dawson City affrontent les Silver Seven d'Ottawa pour la coupe Stanley. Les Silver Seven gagnent 9-2 et 23-2 les deux matchs.

- 2 janvier (guerre russo-japonaise) : capitulation russe à Port-Arthur. Le gouvernement nippon lance plus de 200 000 hommes à l’assaut de la Mandchourie (Liaoning), dirigés par le général Nogi Kiten.

- 5 janvier : manifestation de soutien à la révolution russe à Budapest.

- 11 janvier : ouverture de la 10e législature du Canada.

- 18 janvier, France : démission du Président du Conseil Émile Combes, à la suite de l'affaire des fiches.

- 21 janvier[1]: traité entre la République dominicaine et les États-Unis, qui prennent le contrôle des droits de douane du pays jusqu’en 1941.

- 22 janvier : dimanche Sanglant (ou Dimanche Rouge) à Saint-Pétersbourg. La manifestation pacifique menée par le pope Gapone, revendiquant de meilleures conditions de travail pour les ouvriers russes sera froidement réprimée, sur ordre du tsar : les cosaques feront plus d'un millier de morts. Début de la révolution russe de 1905.

- 23 janvier : à Saint-Pétersbourg, début de la grève générale des ouvriers, affrontements avec la police et l'armée. L’Union des ouvriers d’usines russes est dissoute.

- 24 janvier :
  - France : Maurice Rouvier élu Président du Conseil. Gouvernement Maurice Rouvier (2).
  - À Daytona Beach, Arthur MacDonald établit un nouveau record de vitesse terrestre : 168,42 km/h.

- 25 janvier : élection générale ontarienne de 1905. Les conservateurs de James Whitney remplacent les libéraux de George William Ross.

- 26 janvier :
  - Insurrection de Varsovie.
  - Découverte du Cullinan, plus gros diamant du monde près de Pretoria.

- 27 janvier : grève générale à Varsovie et à Lodz, violemment réprimée le 29.

## Naissances
- 1er janvier : 
  - Karl Gitzoller, résistant autrichien au nazisme († 26 août 2002).
  - Malek Bennabi, philosophe algérien († 31 octobre 1973).
- 2 janvier : Sir Michael Tippett, compositeur anglais († 9 janvier 1998).
- 14 janvier : Jeanne Bot, supercentenaire française († 24 mai 2021).
- 15 janvier : Gérard Loncke, coureur cycliste belge († 13 mars 1979).
- 17 janvier : Dattatreya Ramachandra Kaprekar, mathématicien indien († 1986).
- 21 janvier :
  - Christian Dior, couturier français († 24 octobre 1957).
  - Escott Reid, professeur et diplomate († 28 septembre 1999).
- 23 janvier :
  - Jean Bidot, coureur cycliste français († 17 octobre 1986).
  - Max Favalelli, journaliste, cruciverbiste et animateur de jeux télévisés français († 22 décembre 1989).
- 25 janvier : Maurice Roy, cardinal canadien, archevêque de Québec († 24 octobre 1985).
- 26 janvier : Gaston Rebry, coureur cycliste belge († 3 juillet 1953).
- 28 janvier : Ellen Fairclough, première femme élue à la chambre des communes († 13 novembre 2004).
- 29 janvier : Barnett Newman, peintre américain († 4 juillet 1970).

## Décès
- 1er janvier : Benoît Langénieux, cardinal français, archevêque de Reims (° 15 octobre 1824).
- 9 janvier : Louise Michel, professeur, militante, un des acteurs principaux de la Commune de Paris.
- 31 janvier : François Willème, artiste peintre, photographe et sculpteur français, inventeur de la photosculpture en 1859-1860 (° 27 mai 1830).